# Sierra Sur (Jaén)
Die Sierra Sur ist eine der 10 Comarcas der spanischen Provinz Jaén. Sie wurde, wie alle Comarcas der Autonomen Gemeinschaft Andalusien, mit Wirkung zum 28. März 2003 eingerichtet.
Die Comarca Sierra Sur liegt im Südwesten der Provinz und umfasst 5 Gemeinden mit einer Fläche von 824,86 km².

## Lage
|                 | Comarca Metropolitana de Jaén               |               |
| Provinz Córdoba | Kompassrose, die auf Nachbargemeinden zeigt | Sierra Mágina |
|                 | Provinz Granada                             |               |

## Gemeinden
| Gemeinde            | Einwohner (2024) | Fläche km² | Dichte Einw./km² | Cod INE | Postleitzahl |
| ------------------- | ---------------- | ---------- | ---------------- | ------- | ------------ |
| Alcalá la Real      | 21.581           | 261,36     | 83               | 23002   | 23680        |
| Alcaudete           | 10.243           | 236,81     | 43               | 23003   | 23660        |
| Castillo de Locubín | 3.840            | 102,55     | 37               | 23026   | 23670        |
| Frailes             | 1.551            | 40,34      | 38               | 23033   | 23690        |
| Valdepeñas de Jaén  | 3.556            | 183,80     | 19               | 23093   | 23150        |
| Comarca Sierra Sur  | 40.771           | 824,86     | 49               | –       | –            |

## Nachweise
1. ↑  Instituto Nacional de Estadística Municipal Register of Spain
2. ↑  Orden de 14 de marzo de 2003, por la que se aprueba el mapa de comarcas de Andalucía a efectos de la planificación de la oferta turística y deportiva, Boletín Oficial de la Junta de Andalucía (Amtsblatt der Regierung von Andalusien), Nr. 59 vom 27. März 2003, S. 6248